# Euchalcia calberlae
Euchalcia calberlae är en fjärilsart som beskrevs av Standfuss 1884. Euchalcia calberlae ingår i släktet Euchalcia och familjen nattflyn. Inga underarter finns listade i Catalogue of Life.